# Dżirah Kabir
Dżirah Kabir (arab. جراح كبير) – wieś w Syrii, w muhafazie Aleppo. W 2004 roku liczyła 1097 mieszkańców.